# Алура Дженсон
Алура Дженсон (англ. Alura Jenson; (31 травня 1977 , Флоренція )) — американська військовослужбовиця, бодібілдерка, еротична фотомодель та порноакторка.

## Біографія
Народилася у Флоренції, італійській Тоскані, 31 травня 1977 року. Дочка американських батьків, які служили у ВПС США. Через рік після народження з сім'єю повернулася в США, де вони оселилися в невеликому містечку в Нью-Джерсі, неподалік від кордону з Пенсільванією.
Після закінчення школи вирішила йти шляхом батьків і вступити на службу в Збройні Сили, провівши більше 10 років в якості спеціалістки з фізичної реабілітації військово-морського флоту і армії. За цей час одружилася і народила двох дітей. Після вагітності набрала вагу, тому стала дотримуватися строгого режиму тренувань, завдяки яким захопилася бодібілдінгом.
У 2010 році подала на розлучення і отримала дозвіл Збройних Сил на переїзд в Лас-Вегас, де почала працювати стриптизеркою в клубі Palomino. В цей час також почала зніматися як еротична і фетиш-модель.
У 2012 році, у 35 років, потрапила в порноіндустрію. За вік, статуру, поставу і атрибути її стали називати MILF-порноакторкою. Багато з її порнофільмів належать до жанру MILF-порнографії, а також до домінування, де Алура грає пані.
Знімалася для таких порностудій, як Naughty America, Lethal Hardcore, Brazzers, Wicked, Evil Angel, Jules Jordan Video, Kink.com, Girlfriends Films, Reality Kings, Devil's Films, Zero Tolerance, Bang Bros та інших.
На 2021 рік знялася в понад 400 порнофільмах.

## Премії і номінації
| Рік  | Церемонія  | Результат | Номінація                                          | Робота |
| ---- | ---------- | --------- | -------------------------------------------------- | ------ |
| 2015 | AVN Awards | Номінація | Приз глядацьких симпатій: найгарячіша MILF         | Н/Д    |
| 2018 | AVN Awards | Номінація | Приз глядацьких симпатій: найгарячіша MILF         | Н/Д    |
| 2019 | AVN Awards | Перемога  | Приз глядацьких симпатій: найкращий BBW-виконавець | Н/Д    |

## Вибрана фільмографія
- Anal Craving MILFs,[8]
- Ass Fucking Inc,[9]
- Interracial Affair 2,[10]
- MILFS Like It Black,[11]
- Strapped-On Blondes,[12]
- Super Стійки 2[13]
- Way Over 40[14].